# Національна історична пам'ятка

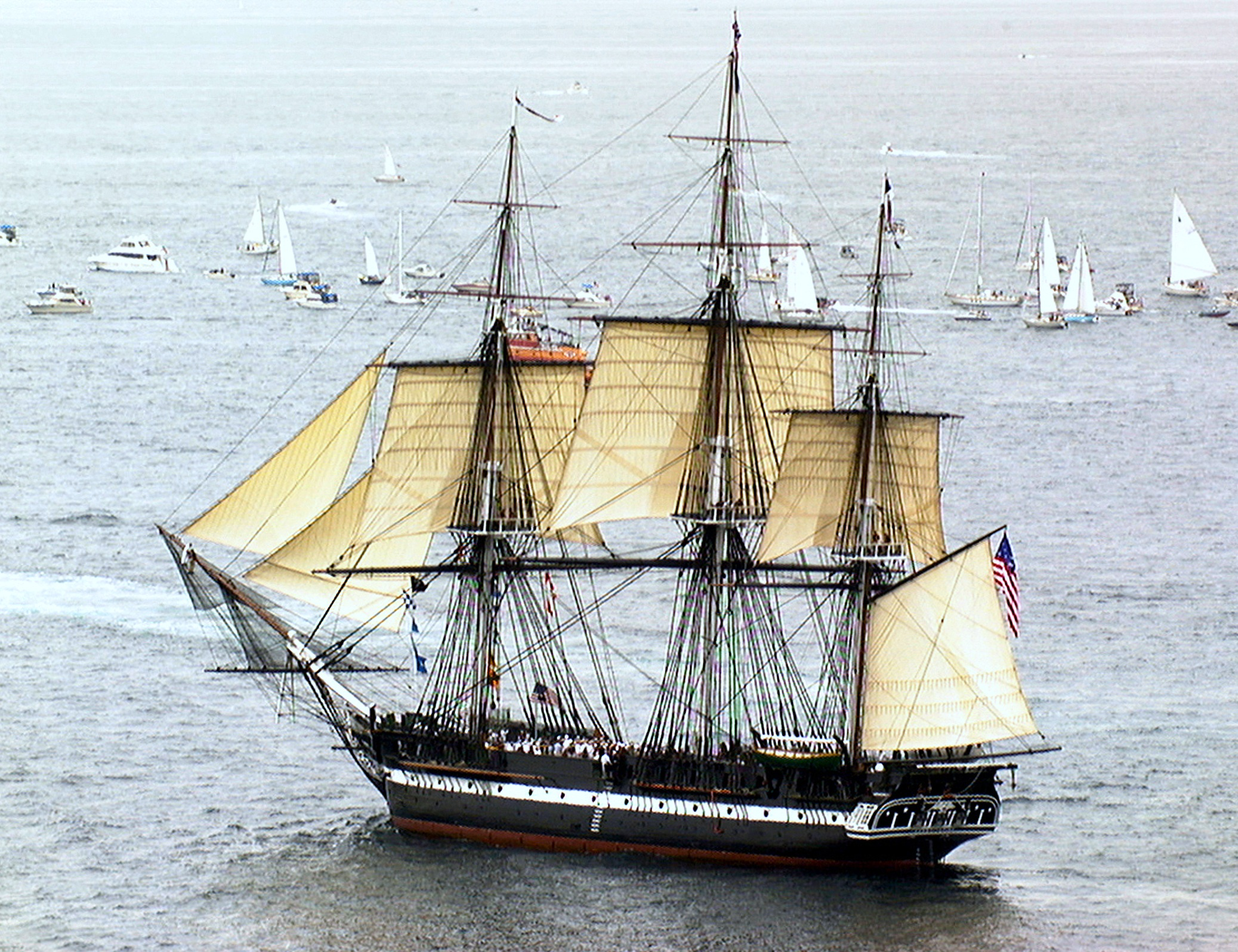
Вітрильний військовий корабель USS Constitution, побудований у 1794 році — одна з Національних історичних пам'яток

Національна історична пам'ятка (англ. National Historic Landmark) — об'єкт, історична цінність якого визнається Федеральним урядом США. Об'єктами, що мають цей статус, є історичні будівлі, комплексна історична забудова, а також пам'ятники техніки (наприклад, канатний трамвай Сан-Франциско, Бірмінгемський металурійний завод «Sloss Furnaces» ).
Всі Національні історичні пам'ятки автоматично включаються в Національний реєстр історичних місць США.
Статус Національної історичної пам'ятки присвоюється з 1960 року.

## Огляд
За станом на 2008 рік статус Національної історичної пам'ятки присвоєно 2442 об'єктам. Десять відсотків всіх пам'яток (256 об'єктів) розташовані в штаті Нью-Йорк. Об'єкти, які мають статус Національної історичної пам'ятки є у всіх штатах США, окрузі Колумбія, а також у Пуерто-Рико (15 об'єктів), Федеративних Штатах Мікронезії і в інших залежних від США територіях. Один об'єкт розташований поза США та залежних територій, а саме в Марокко.